# Dere zimbabweana
Dere zimbabweana är en skalbaggsart som beskrevs av Karl Adlbauer 2000. Dere zimbabweana ingår i släktet Dere och familjen långhorningar.
Artens utbredningsområde är Zimbabwe. Inga underarter finns listade i Catalogue of Life.